# Jordan Hugill
Jordan Thomas Hugill, né le 4 juin 1992 à Middlesbrough en Angleterre, est un footballeur anglais. Il évolue au poste d'attaquant à Rotherham United.

## Carrière
Il est prêté par son club, Port Vale, au Gateshead FC pour une durée d'un mois à l'automne 2013.
Après avoir rejoint Preston North End à l'intersaison 2014, il est prêté un mois au Tranmere Rovers puis deux mois au Hartlepool United lors de sa première année.
Le 8 août 2018 il est prêté au Middlesbrough.
Le 28 juillet 2019, il est prêté pour une saison avec Queens Park Rangers.
Le 24 août 2020, il rejoint Norwich City.
Le 25 janvier 2023, il rejoint Rotherham United.

## Statistiques
| Saison                | Club                     | Championnat           | Championnat | Championnat | Coupe nationale | Coupe nationale | Coupe de la Ligue | Coupe de la Ligue | Football League Trophy | Football League Trophy | Total | Total |
| Saison                | Club                     | Division              | M.          | B.          | M.              | B.              | M.                | B.                | M.                     | B.                     | M.    | B.    |
| 2013-2014             | Port Vale FC             | League One            | 20          | 4           | 4               | 1               | 0                 | 0                 | 0                      | 0                      | 24    | 5     |
| 2013-2014             | Gateshead FC (prêt)      | Conference            | 7           | 5           | 0               | 0               | -                 | -                 | -                      | -                      | 7     | 5     |
| Sous-total            | Sous-total               | Sous-total            | 27          | 9           | 4               | 1               | 0                 | 0                 | -                      | -                      | 31    | 10    |
| 2014-2015             | Preston North End        | League One            | 3           | 0           | 0               | 0               | 2                 | 1                 | 1                      | 1                      | 6     | 2     |
| 2014-2015             | Tranmere Rovers (prêt)   | League Two            | 6           | 0           | 0               | 0               | -                 | -                 | -                      | -                      | 6     | 0     |
| 2014-2015             | Hartlepool United (prêt) | League Two            | 8           | 4           | 0               | 0               | -                 | -                 | -                      | -                      | 8     | 4     |
| 2015-2016             | Preston North End        | Championship          | 30          | 4           | 1               | 0               | 1                 | 1                 | -                      | -                      | 32    | 5     |
| Sous-total            | Sous-total               | Sous-total            | 47          | 8           | 1               | 0               | 3                 | 2                 | 1                      | 1                      | 52    | 11    |
| Total sur la carrière | Total sur la carrière    | Total sur la carrière | 74          | 17          | 5               | 1               | 3                 | 2                 | 1                      | 1                      | 83    | 21    |

### En club
- Norwich City
  - Champion d'Angleterre de deuxième division en 2021.